# East Lansing
East Lansing är en universitetsstad i den amerikanska delstaten Michigan med en yta av 29,2 km² och en folkmängd, som uppgår till 46 525 invånare (2000). East Lansing är beläget dels i Ingham County, dels i Clinton County. 
Beläget i staden är universitetet Michigan State University. 

## Kända personer från East Lansing
- Spencer Abraham, politiker
- Ryan Miller, ishockeymålvakt
- Larry Page, IT-entreprenör